# Liriomyza penita
Liriomyza penita este o specie de muște din genul Liriomyza, familia Agromyzidae, descrisă de Spencer în anul 1976. Conform Catalogue of Life specia Liriomyza penita nu are subspecii cunoscute.